# Weberita
La weberita és un mineral de la classe dels halurs. Rep el seu nom de Theobald Weber (1823-1886), fundador de la indústria danesa de la criolita l'any 1857.

## Característiques
La weberita és un halur de fórmula química Na₂Mg[AlF₆]F. Cristal·litza en el sistema ortoròmbic. Foema cristalls octaedrals, o pseudocubs. També es troba en forma de grans irregulars o massiva, així com en forma d'inclusions en criolita o fent intercreixements amb fluorita. La seva duresa a l'escala de Mohs és 3,5.
Segons la classificació de Nickel-Strunz, la weberita pertany a «03.CB - Halurs complexos, nesoaluminofluorurs» juntament amb els següents minerals: criolitionita, criolita, elpasolita, simmonsita, colquiriïta, karasugita, usovita, pachnolita, thomsenolita, carlhintzeïta i yaroslavita.

## Formació i jaciments
Es troba en dipòsit de criolita i en pegmatites. Sol trobar-se associada a altres minerals com: criolita, quiolita, jarlita, stenonita, thomsenolita, prosopita, pachnolita, ralstonita, fluorita, topazi, mica potàssica, pirita o galena. Va ser descoberta l'any 1938 al dipòsit de criolita d'Ivittuut, al fiord Arsuk (Sermersooq, Groenlàndia).